# Tinibibik
A Tinibibik (Help, My Teenager Hates Me!) a South Park című amerikai animációs sorozat 316. része (a 25. évad 5. epizódja). Elsőként 2022. március 9-én sugározták az Egyesült Államokban a Comedy Central műsorán. Magyarországon szinkronosan 2022. május 30-án szintén a Comedy Central mutatta be.
Az epizódban a fiúk szembesülnek a tinédzserek szorongásaival és frusztrációival, miután airsoftozni szeretnének, de csak tinédzserekkel tudnak játszani.

## Cselekmény
Kyle könyörög az apjának, hogy vegyen neki egy airsoft-fegyvert, hogy tudjon a barátaival játszani. Gerald beleegyezik, ám amikor elmegy a boltba, megtudja, hogy többnyire tinédzserek játszanak ilyennel. Az airsoft-pályán a tinédzserek panaszkodni kezdenek, hogy a negyedikesek ellen túl könnyű dolguk lesz, ezért a pálya vezetője szétszedi őket csapatokra úgy, hogy két negyedikessel két tinédzser kerül egy párba. A srácok élvezik a játékot, ám aznap este megjelenik Trevor, a "tinédzsere", és az anyja, aki közli, hogy most már az övé. Ugyanez történik a többiekkel is, akikre teljesen rátelepednek a hisztis tinédzsereik, akik a pubertással együtt járó problémáikat mintha az ő nyakukba akarnák önteni. Ez teljesen kiakasztja a fiúkat, ami rányomja a bélyegét a következő meccsükre.
Nem akarják abbahagyni az airsoftozást, de elegük van a tinédzsereik nyavalygásából. Kyle vesz egy "Segítség, utál a tinim!" című könyvet, ami szerint kempingezniük kellene, hogy közelebb kerüljenek egymáshoz. Miután ez sem válik be, Kyle elkeseredik, és elmondja az apjának, hogy a tinik miatt nem akar többé játszani. Gerald meggyőzi, hogy játsszanak a saját szüleik (Randy, Jimbo és Stuart) ellen. Felfegyverzik magukat, és épp akkor érkeznek az airsoft-pályára, amikor a tinédzserekkel épp egy mindent eldöntő meccs készülődik - a győztes többé sosem airsoftozik. Beszállnak a játékba és harcolni kezdenek. Randy egy doboz marihuánát helyez el a pálya közepén, ami odacsalja a tinédzsereket. Majd közéjük dob egy gránátot, ezzel mindegyiküket kiejtve a játékból. Miközben hazafelé indulnak diadalmasan, úgy döntenek, hogy betérnek Cartmanék hot-dogjába egy győzelmi vacsorára. Miközben előreszaladnak, Randy rájuk fogja a fegyverét és megkérdezi a többiektől, hogy leszedje-e őket. Gerald erre azt válaszolja, hogy még ne, mert még néhány évig nem válnak szörnyekké.

## Érdekességek
Stan megemlíti a tinédzserének, hogy volt egy meleg kutyája. Ez utalás a "Meleg Al meleg vízitúrája" című részre.

## Fordítás
- Ez a szócikk részben vagy egészben  a   Help, My Teenager Hates Me! című angol Wikipédia-szócikk ezen változatának fordításán alapul.  Az eredeti cikk szerkesztőit annak laptörténete sorolja fel. Ez a jelzés csupán a megfogalmazás eredetét és a szerzői jogokat jelzi, nem szolgál a cikkben szereplő információk forrásmegjelöléseként.